# Despoblat de les Tombetes
El Despoblat de les Tombetes és un despoblat medieval proper al poble de Moror, del terme municipal de Sant Esteve de la Sarga, (Pallars Jussà), inclòs a l'Inventari del Patrimoni Arqueològic i Paleontològic de Catalunya.
Es tracta d'un poblat desaparegut possiblement a l'edat mitjana tardana, del qual, però, es poden observar algunes restes d'un poblat fortificat, amb església i necròpolis, aturonat, amb totes les característiques d'un assentament anterior a l'any 1000. El conjunt és un notable jaciment testimoni d'un poblament de fa més de 1.000 anys. És possible que, per la proximitat de Moror, quan va perdre el seu valor defensiu, s'abandonés al segle xiv.
Se'n desconeix el nom, atès que «les Tombetes» és el nom modern, donat per l'existència de les tombes excavades a la roca. S'ignora també si l'advocació de sant Martí que se li atribueix és l'original. Si ho fos, podria tractar-se d'un poblat d'origen franc.
El jaciment és en una carena, al llarg d'uns 80 metres, i amb una amplada oscil·lant entre els deu i vint metres. A l'extrem de ponent hi ha un vall que talla el camí, ample, d'uns dos metres de fondària. Al costat hi ha les restes d'una muralla. L'amplada de la carena ateny aquí només els vuit metres. És doncs, obra defensiva per a barrar el pas cap al poblat. Hi ha vestigis d'una torre arrodonida, per reforçar aquest accés. Els murs tenen un gruix d'uns 70 cm.
A ran de cingle, al costat sud, es poden veure els encaixos de la paret perimetral del recinte. A l'altre costat s'ha conservat un tros de mur, d'uns sis metres de llarg, fet amb carreus grossos i ben escairats. Anant cap a llevant es troben restes de construccions, així com un gran clot i una sitja. A continuació, més a llevant, hi ha un grup de 9 tombes excavades a la roca. A continuació, unes filades de pedra permeten veure la planta del que fou l'església. A la punta del serrat, damunt la cinglera, més a llevant de l'església, Sant Martí de les Tombetes, hi degué haver algunes cases, orientades a migjorn. El 2017 s'hi van descobrir les restes d'una casa de noble del segle iv-vi i una zona amb deu tombes de pedra de nens de menys d'un any datant de la darrera fase del jaciment, prèvia al seu abandonament.